# ستانلي هيبس
ستانلي هيبس (بالإنجليزية: Stanley Heaps)‏ (1880-1962) مهندس إنجليزي، قام بتصميم عدد من المحطات في نظام مترو أنفاق لندن، فضلاً عن تصميم مستودعات القطارات ومرائب الحافلات وسيارات الأجرة لسيارات نقل لندن.

## أعماله
في عام 1903، أصبح هيبس مساعدًا لليزلي جرين، المهندس المعماري لشركة أندر جراوند للسكك الحديدية في لندن (UERL) وساعده في تصميم مباني المحطات الخاصة بشارع بيكر ستريت وسكة حديد واترلو، وتشارنج الصليب، سكة حديد السكك الحديدية الشمالية العظمى، بيكاديللي وبرومبتون؛ تتميز جميعها بواجهات من صلصال التيراكوتا، ذات اللون الأحمر المزجج والنوافذ شبه الدائرية في الطابق الأول.

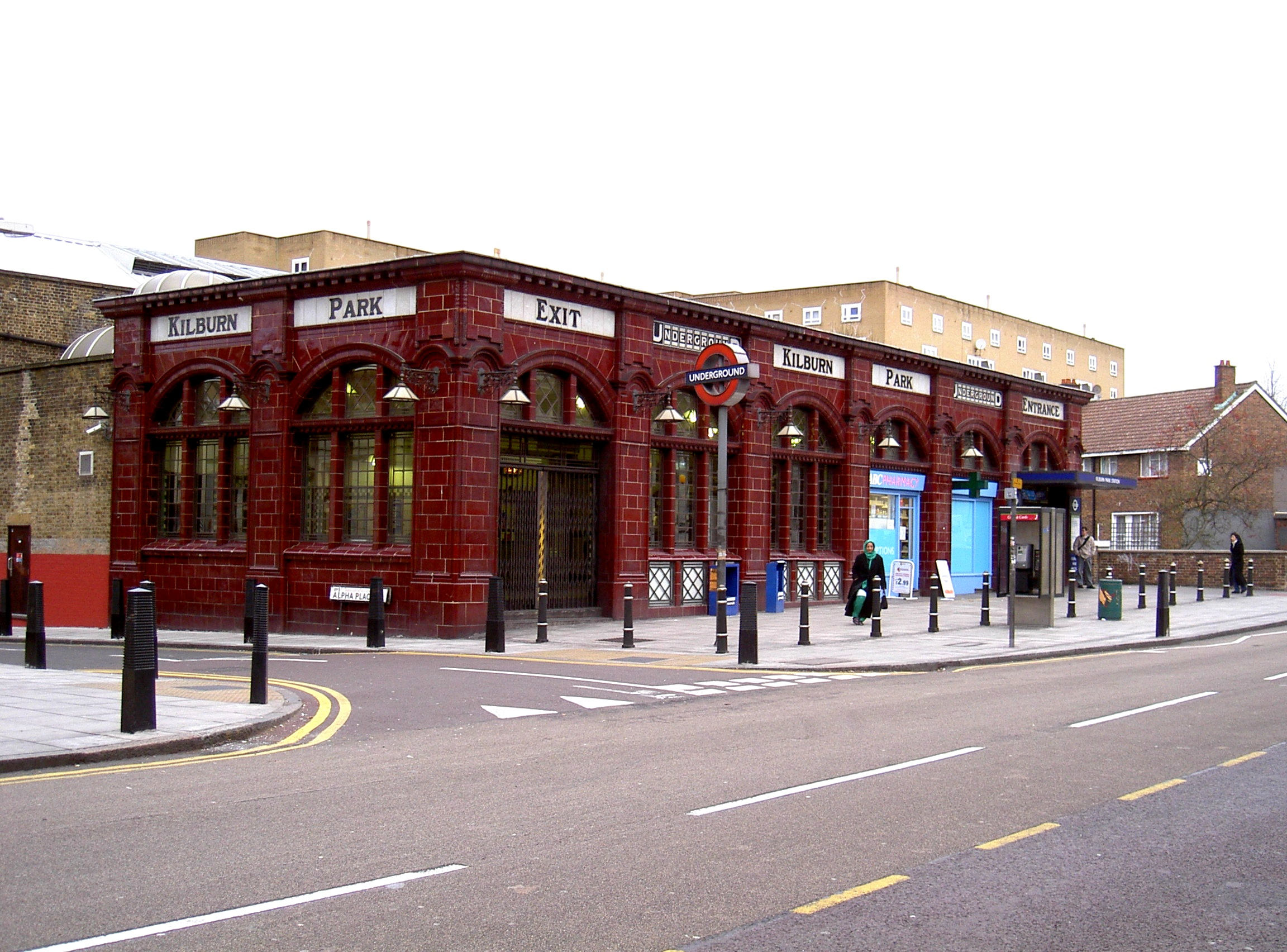
محطة مترو أنفاق كيلبرن بارك
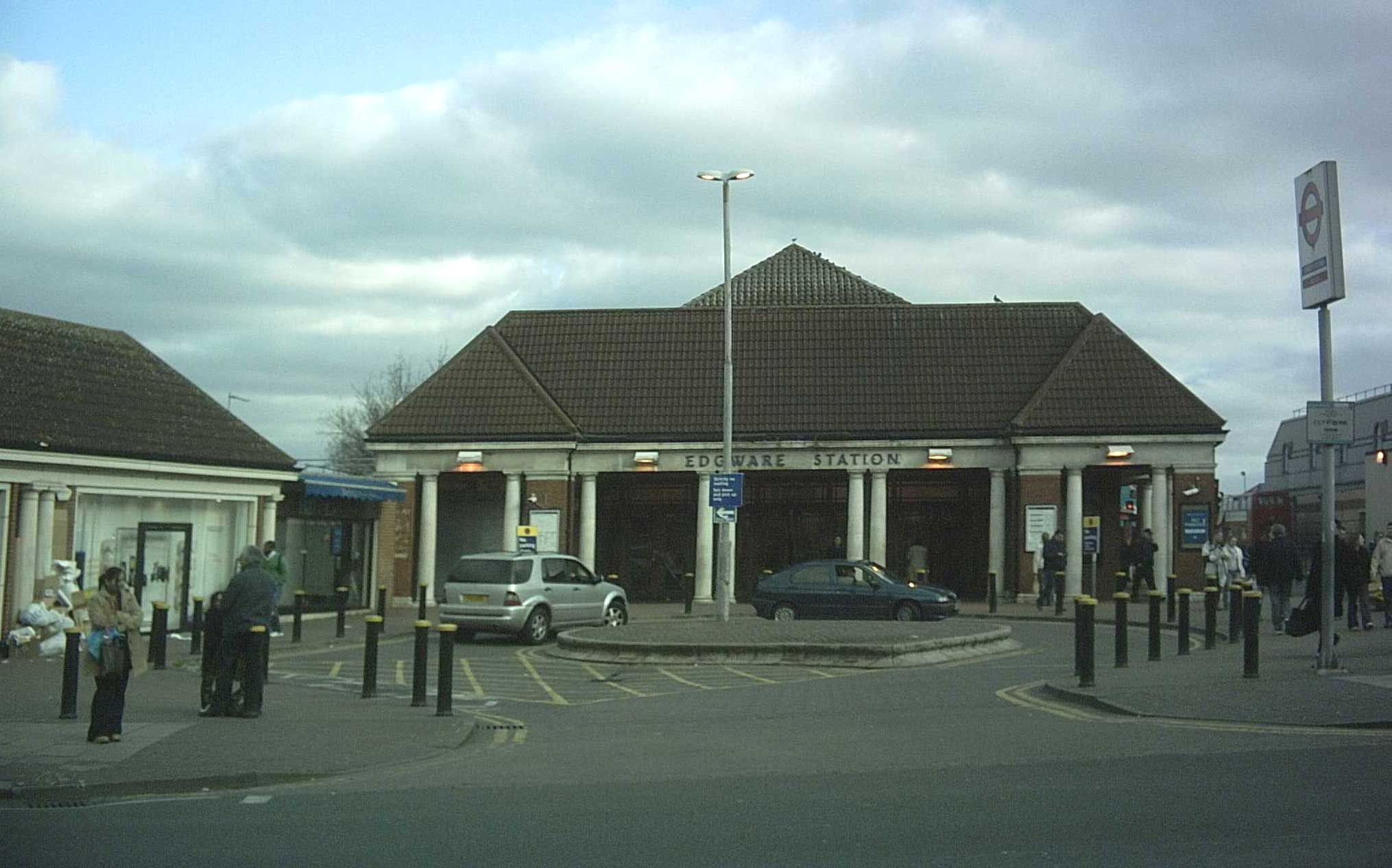
محطة مترو أنفاق إدجوار
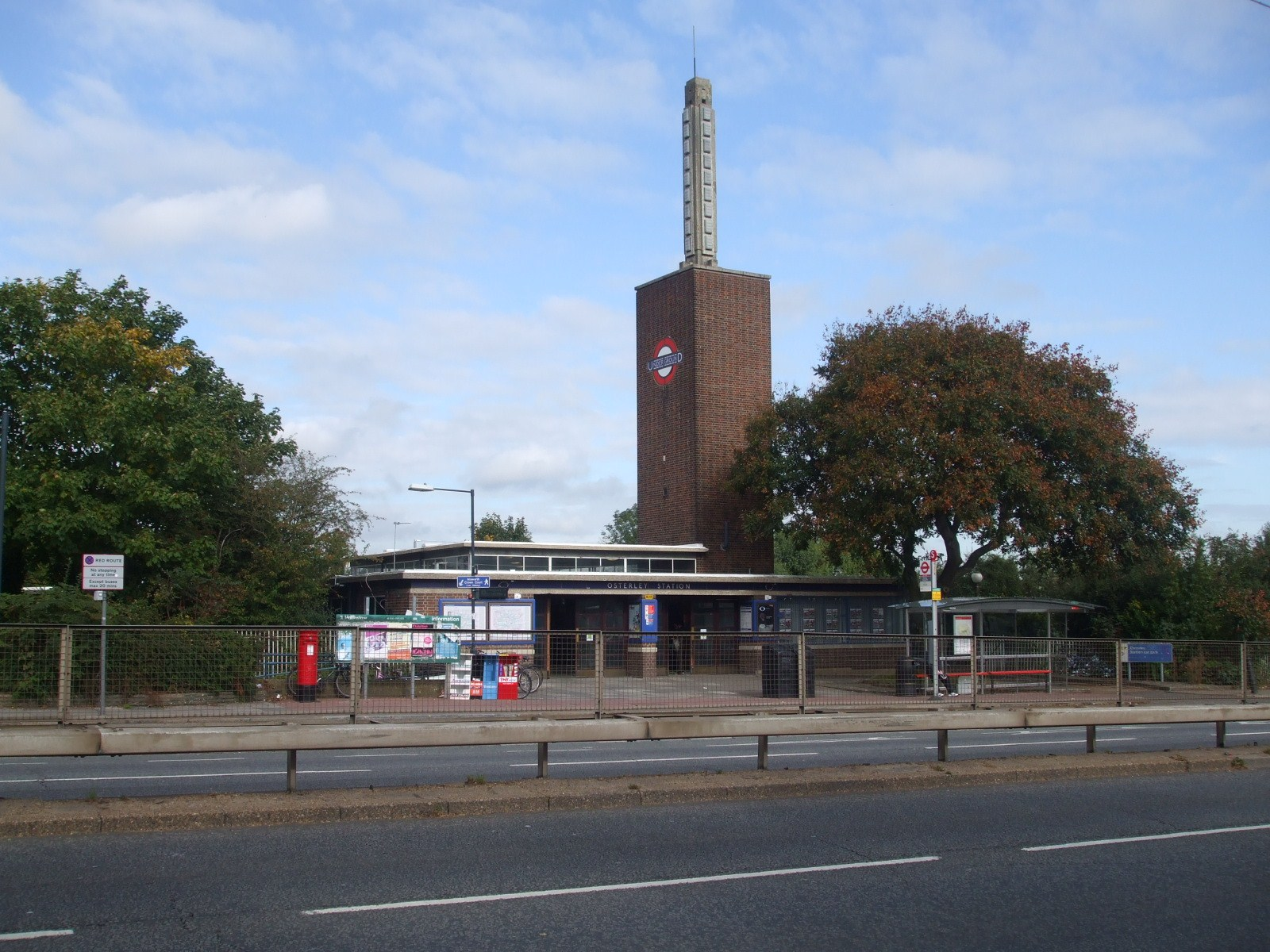
محطة مترو أنفاق أوستيرليي